# Cá chình mì ống thông thường
Cá chình mì ống thông thường, tên khoa học Moringua edwardsi, là một loài cá chình trong họ Moringuidae. Nó được mô tả bởi David Starr Jordan và Charles Harvey Bollman vào năm 1889, ban đầu với chi Stilbiscus. Nó là một loài cá biển, cận nhiệt đới được biết đến từ phía tây Đại Tây Dương, bao gồm cả Antigua và Barbuda, Aruba, Rico, Saint Kitts và Nevis, Saint Lucia, Saint Vincent và Grenadines, Trinidad và Tobago, Florida, Hoa Kỳ, Venezuela, Quần đảo Virgin, Anh, và quần đảo Virgin của Hoa Kỳ. Con đực có tổng chiều dài tối đa là 15 cm, trong khi con cái có thể đạt được chiều dài tối đa là 50 cm.
Do phân phối rộng rãi và thiếu các mối đe dọa được biết đến, Sách đỏ IUCN hiện liệt kê Moringua edwardsi như ít quan tâm.